# Sint-Sebastiaankerk (Olne)

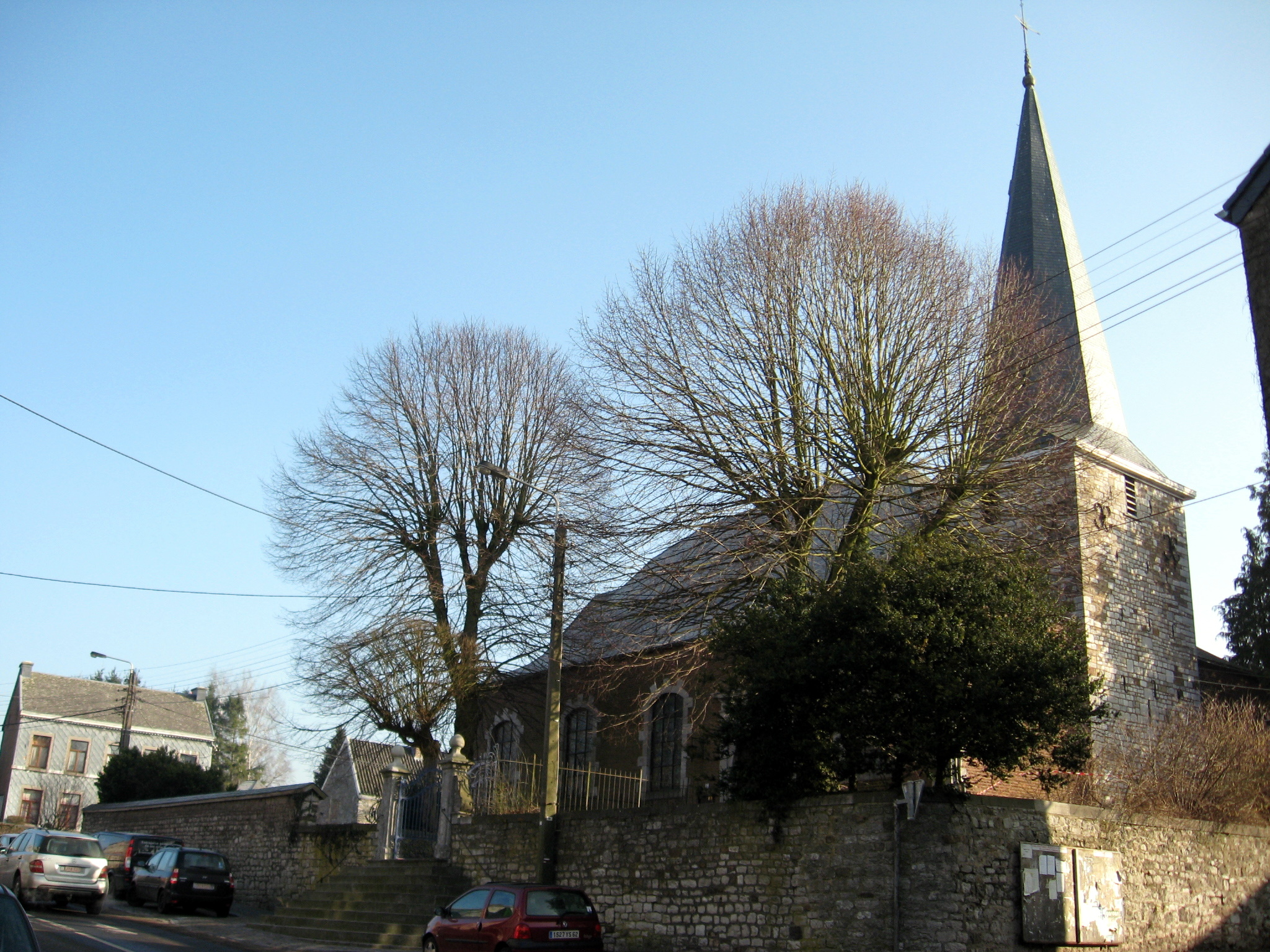
Sint-Sebastiaankerk

De Sint-Sebastiaankerk (Frans: Église Saint-Sébastien) is de parochiekerk van de Belgische plaats Olne, gelegen aan de Rue Village.

## Geschiedenis
Reeds in 1010 was er sprake van een parochiekerk in Olne. Het patronaatsrecht werd in dat jaar door Keizer Hendrik II overgedragen aan het Sint-Adelbertkapittel te Aken.
De kerk werd meermaals herbouwd, zoals in 1584. Ook toen de kerk na 1646 begon te vervallen, werd ze in 1653 herbouwd. Enkel het koor en de torenmuren bleven van de oude kerk bewaard. Toen ook deze kerk begon te vervallen, werd ze in 1760-1761 herbouwd, evenals het koor. Verdere restauraties vonden plaats in 1855-1856 en in 1864.

## Gebouw
Het huidige gebouw wordt omgeven door een ommuurd kerkhof. De muur is gebouwd in kalksteenblokken en hierin is een smeedijzeren toegangshek van 1774. De vierkante ingebouwde westtoren is van 1584 en is vervaardigd in kalksteenblokken. Het classicistische schip en het koor zijn in baksteen opgetrokken met kalkstenen hoekbanden en omlijstingen. Het koor is driezijdig afgesloten. De vensters zijn van 1760-1761. De noordgevel bezit een monumentaal toegangsportaal.

## Interieur

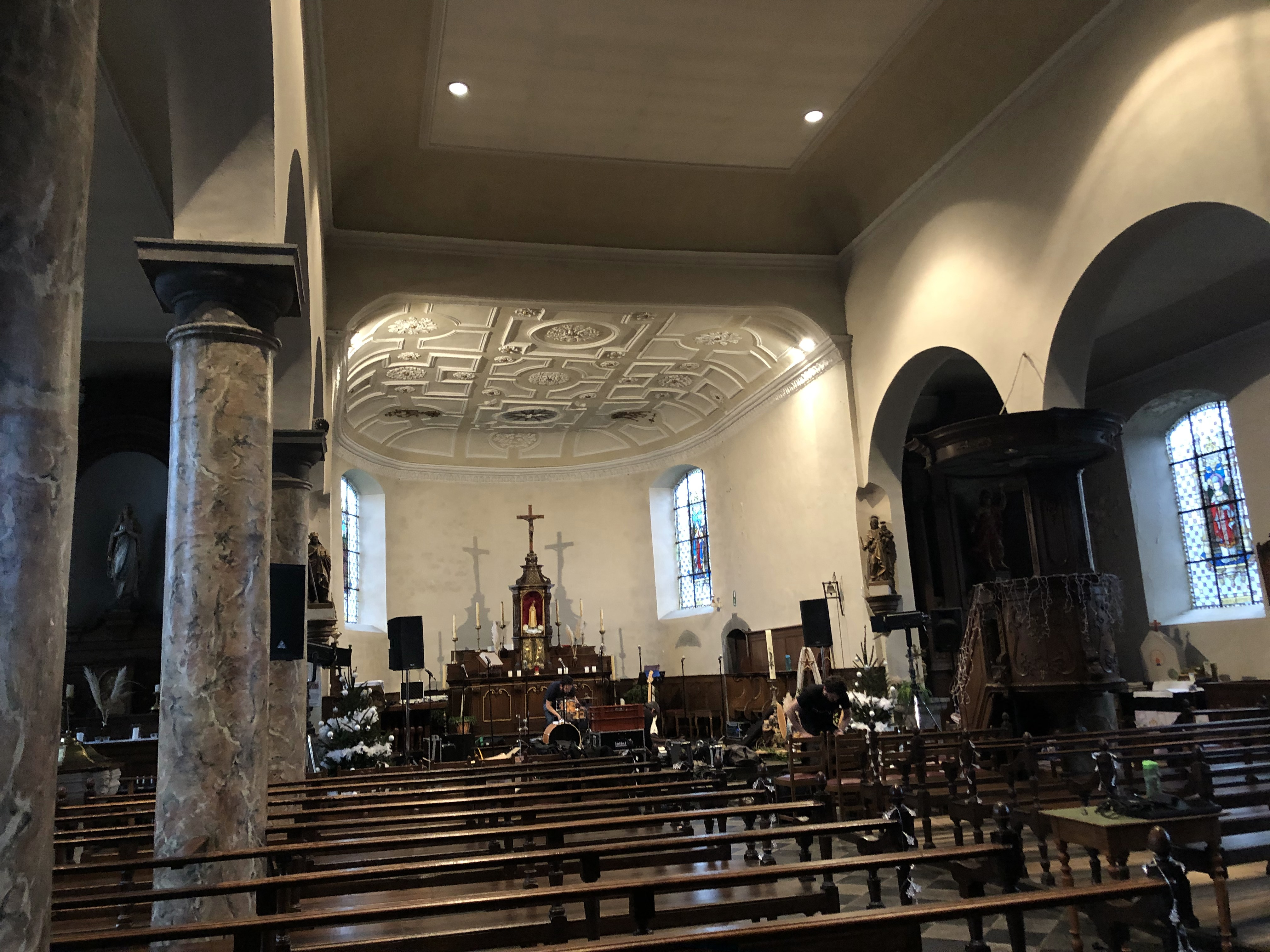
Interieur van de Sebastianuskerk

De traveeën worden gescheiden door Toscaanse zuilen. Het hoofdaltaar dateert van midden 19de eeuw en de zijaltaren van omstreeks 1800. De eiken communiebank dateert van 1765, maar deze werd in stukken gezaagd en dient nu om het moderne altaar te ondersteunen. Het doksaal is versierd met beelden van muziekinstrumenten, en het wordt gedragen door twee kolommen in zwart marmer, uit het midden van de 18de eeuw.

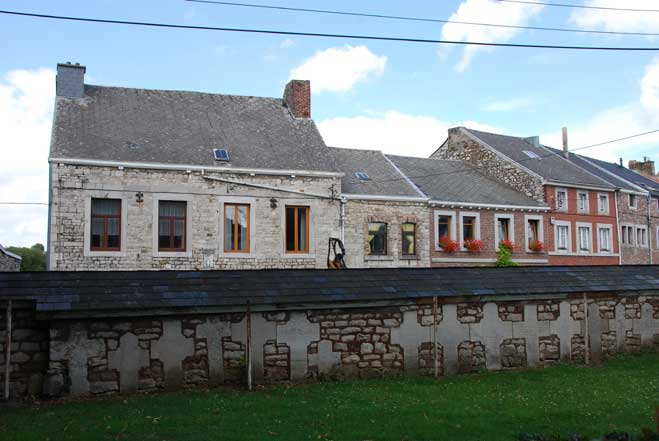
Ingemetselde grafstenen in de kerkmuur

De doopvont, versierd met vier maskers, is 16de-eeuws en in gotische stijl. Er zijn beelden en schilderijen van de 16de tot de 19de eeuw. Er zijn grafzerken en -kruisen aanwezig. De oudste dateert van 1587. Deze zijn in de kerkmuren ingemetseld.